# Gregory J. Hayes
Gregory J. Hayes ist ein US-amerikanischer Manager.

## Leben
Hayes studierte Wirtschaftswissenschaften an der Purdue University, wo er 1982 sein Studium beendete. Seit 1999 ist er für den US-amerikanischen Konzern United Technologies Corporation tätig. Seit November 2014 ist Hayes als Nachfolger von Louis R. Chênevert CEO und seit September 2016 Präsident der United Technologies Corporation.